# Callyna decora
Callyna decora là một loài bướm đêm trong họ Noctuidae.